# Octosporella erythrostigma
Octosporella erythrostigma är en svampart som först beskrevs av Jean François Montagne, och fick sitt nu gällande namn av Döbbeler 2004. Octosporella erythrostigma ingår i släktet Octosporella och familjen Pyronemataceae.   Inga underarter finns listade i Catalogue of Life.